# سازمان رادیو تلویزیون ملی ایران
سازمان رادیو و تلویزیون ملی ایران عنوان سازمانی است که پیش از انقلاب ۱۳۵۷ به سازمان کنونی صداوسیما گفته می‌شد.

## تاریخچه
پیش از تاسیس

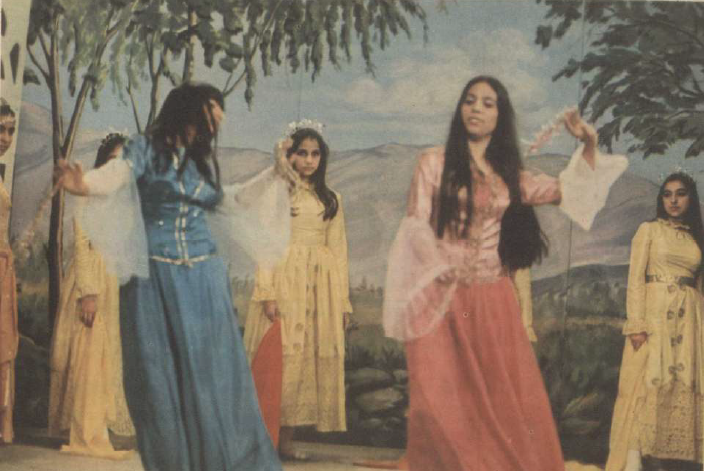
رقص محلی در تلویزیون ملی ایران، اردیبهشت ۱۳۵۰

در دهه ۱۳۳۰ ایجاد سازمان رادیو تلویزیون ملی ایران مطرح شد ولی عملی شدن این طرح تا سال‌ها به تعویق افتاد. تولید تصویر، آن هم به صورت چند ساعت در روز، کار چندان ساده‌ای نبود و نیازمند سرمایهٔ خصوصی هنگفتی بود. به همین دلیل حبیب‌الله ثابت، سرمایه‌دار بخش خصوصی، تأسیس یک فرستندهٔ تلویزیونی را به دولت وقت پیشنهاد داد و دولت نیز پیشنهاد او را پذیرفت و برای آن که کار جنبهٔ قانونی داشته باشد، مجلس شورای ملی در تیر ۱۳۳۷ ماده‌ای با چهار تبصره به تصویب رساند که به موجب آن، اجازه داده شد فرستندهٔ تلویزیونی در تهران زیر پوشش وزارت پست و تلگراف و تلفن ایجاد شود. این فرستنده تا پنج سال از پرداخت مالیات معاف بود و همهٔ برنامه‌های آن از مقررات اداره کل انتشارات پیروی می‌کرد.

### نخستین فرستنده
نخستین فرستندهٔ تلویزیون ایران در ساعت ۵ بعد از ظهر جمعه ۱۱ مهر ۱۳۳۷ نخستین برنامه خود را پخش کرد. مراسم طبق وعده از ساعت ۵ آغاز شد. پخش پیام محمدرضا شاه که از کاخ اختصاصی خود قرائت شد، به اضافه پخش فیلم مسافرت او به ژاپن، قرائت پیام نخست‌وزیر و صحبت‌های وزیر پست و تلگراف و حبیب‌الله ثابت و پسرش ایرج (مدیرعامل تلویزیون) و پخش چند برنامه نمایشی و موسیقایی از دیگر برنامه‌های روز افتتاح تلویزیون بودند.
در آن روز حبیب‌الله ثابت در لابه‌لای صحبت‌های خود خطاب به مخاطبان تلویزیون گفت: «... و اما شما بینندگان و شنوندگان عزیز، اگر وقتی قسمتی از برنامه را مطابق سلیقه خود نیافتید، با در نظر گرفتن اشکالات و این نکتهٔ مهم که ذوق و سلیقه‌ها مختلف است بر ما ببخشید. به علاوه از شما تمنا داریم که ما را در اجرای این خدمت یاری کنید و نه تنها معایب و نقایص را گوشزد فرمایید، بلکه ما را از آنچه برای بهبود و تکمیل برنامه‌ها به نظرتان می‌رسد کتباً یا شفاهاً برخوردار و قرین امتنان نمایید. ما برای این‌گونه پیشنهادها جوائزی ترتیب خواهیم داد که در آینده به اطلاع شما خواهد رسید …»
پخش برنامه‌های تلویزیون ایران در واقع از فردای آن روز به طور رسمی آغاز شد. برنامه‌های تلویزیون در نخستین روزها از ساعت ۶ عصر شروع می‌شد و تا ۱۰ شب ادامه داشت. در این چهار ساعت معمولاً هر روز ابتدا برنامه‌هایی مخصوص خردسالان و کودکان و سپس برنامه‌های ورزشی، فیلم سینمایی، تدریس زبان، اخبار، و بحث روان‌شناسی پخش می‌شدند. تلویزیون ایران در ابتدا به صورت کاملاً خصوصی اداره و هزینه‌های آن از آگهی‌های تبلیغاتی تأمین می‌شد. ایستگاه فرستنده تلویزیونی پس از یک سال فعالیت، برنامه‌های روزانه خود را در تهران به پنج ساعت افزایش داد و در سال ۱۳۴۰ فرستنده دیگری در آبادان و یک فرستنده تقویتی در اهواز تأسیس کرد.

### تصاحب از سوی دولت
علینقی عالیخانی، وزیر وقت اقتصاد، در مصاحبه با پروژه تاریخ شفاهی هاوارد گفته بود: «این‌کار را به نحو بسیار زشتی انجام دادند. به این معنی که بدون داشتن هیچ‌گونه مجوز قانونی یک روز مسئولان تلویزیون ملی ایران یا تصور می‌کنم، بعضی از مقام‌های انتظامی یا به هرحال با کسانی که زوری داشتند، به تلویزیون متعلق به ثابت ریختند و آن‌جا را تصرف کردند و حتی آپارتمان خصوصی ثابت را با همه مبل و اثاثی که در آن بود در اختیار خود گرفتند.» و «هنگامی که از این جریان آگاه شدم، از هویدا وقت گرفتم و به نزد او رفتم و گفتم چنین حرکاتی باعث سلب اطمینان مردم از ما می‌شود... به چه دلیل با مردم رفتار غیرموجه خشنی می‌کنند؟ او البته پاسخی نداشت و مسئله را به خنده برگزار کرد.»

### تصویب تأسیس سازمان تلویزیون ملی ایران
در ۶ تیر ۱۳۴۶ مجلس شورای ملی لایحه دولت دربارهٔ تشکیل سازمان تلویزیون ملی ایران را - که پیشتر به تصویب مجلس شورای ملی رسیده و مجلس سنا در آن اصلاحاتی کرده بود - دوباره مورد بررسی قرار داد و به شرح زیر به تصویب رساند:
ماده واحده: برای تهیه و اجرای برنامه‌ها و بهره‌برداری و ادارهٔ سایر امور تلویزیون ملی ایران در کشور سازمانی به نام سازمان تلویزیون ملی ایران وابسته به وزارت اطلاعات تشکیل می‌شود. سازمان تلویزیون ملی ایران دارای شخصیت حقوقی و استقلال مالی است و طبق اصول بازرگانی اداره می‌شود و مشمول مقررات قانون محاسبات عمومی و آیین‌نامه‌های معاملات دولتی نبوده و تابع اساسنامه و آیین‌نامه‌هایی خواهد بود که طبق بند ۴ این قانون وضع می‌شود… درسال ۱۳۴۷ نخستین مراکز تولید و پخش رادیو و تلویزیون افتتاح می‌شوند و با توسعه شبکه مخابراتی و مایکروویو از سال ۱۳۴۸ تلویزیون ملی ایران توانست به تدریج مراکز تولید رادیو تلویزیونی را با ایستگاه‌های مختلف در سطح کشور مرتبط کند. 

## مدیران سازمان
- رضا قطبی از بدو تأسیس سازمان تا ۲۵ شهریور ۱۳۵۷
- سیروس هدایت به عنوان کفیل ریاست سازمان
- ناصرالدین شاه‌حسینی
- تورج فرازمند از آبان تا ۱۶ دی ۱۳۵۷
- امیرمسعود برزین از ۱۶ دی ۱۳۵۷ تا ۲۲ بهمن ۱۳۵۷[۲]

## برنامه‌های اولیه تلویزیون
برنامه‌های تلویزیون ایران در آن زمان بیشتر شامل برنامه‌های سرگرم‌کننده بود. رضا قطبی در مصاحبه با بنیاد مطالعات ایران ایده راه‌اندازی پروژه تلویزیون ملی را نتیجه سفر شاه و فرح به پاریس و دیدار با ژنرال دوگل می‌داند که به عقد قراردهایی بین ایران و فرانسه از جمله راه‌اندازی تلویزیون منجر شد. سپس یک گروه فرانسوی که از سوی سازمان برنامه و بودجه کشور مأمور بررسی و طراحی یک مرکز تلویزیونی با امکاناتی ساده شده بود، پخش برنامه‌های آزمایشی را در سال ۱۳۴۵ آغاز کرد. نخستین برنامه آزمایشی آن پخش مراسم چهارم آبان به مناسبت زادروز محمدرضا پهلوی از ورزشگاه امجدیه بود.

### امکانات فنی
امکانات فنی تلویزیون در آن زمان به یک استودیو، سه دوربین و دو دستگاه ضبط مغناطیسی محدود می‌شد و از آنجا که فرستنده تلویزیون ایران با سیستم ۵۲۵ خطی آمریکایی کار می‌کرد و سیستم تلویزیون ملی ۶۲۵ خطی اروپایی بود، تلویزیون ملی با نصب یک فرستنده دو کیلوواتی، با سیستم ۵۲۵ خطی بر بالای ساختمان هتل هیلتون، امکان استفاده از این شبکه را برای همه دارندگان تلویزیون با سیستم‌های مختلف امکان‌پذیر کرد. در ۱۷ مرداد سال ۱۳۴، نخستین مرکز شهرستانی تلویزیون ملی در رضاییه گشایش یافت. چندی بعد مرکز تلویزیونی بندرعباس به کار افتاد و مراکز تلویزیونی به تدریج یکی پس از دیگری در شهرهای مختلف شروع به فعالیت کردند. وظایف مراکز و شبکه‌های رادیو و تلویزیون بر سه اصل اطلاعاتی و خبری، آموزش و فرهنگی، و تفریحی و سرگرمی مبتنی بود.

### کانال‌های تلویزیونی

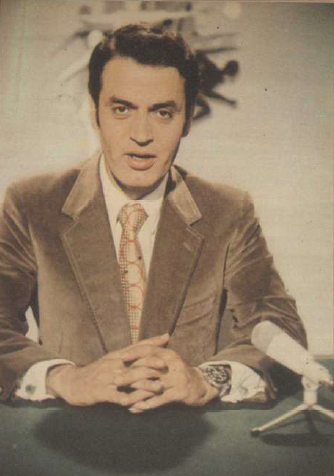
حبیب روشن‌زاده، گزارشگر ورزشی تلویزیون ملی ایران

در سال ۱۳۴۸ به منظور افزایش امکانات فنی تلویزیون، دستگاه زمینی ماهواره‌ای مخابراتی اسدآباد همدان تبادل برنامه‌های تلویزیونی را با ایستگاه‌های خارجی میسر ساخت و پس از چندی دولت تلویزیون ایران را از ثابت پاسال خریداری کرد و با پیوستن تلویزیون ایران به تلویزیون ملی، پخش دو برنامه تلویزیونی از دو کانال ادامه یافت. برنامه‌های جاری تلویزیون ملی، برنامه اول و برنامه‌هایی که از تلویزیون ایران سابق پخش می‌شد، برنامهٔ دوم نام گرفت. به غیر از این دو برنامه، دو کانال دیگر نیز فعالیت داشتند: نخست، تلویزیون آموزشی که به همت علاءالدین دولتشاهی تأسیس و از مهر ۱۳۴۵، کارش را زیر نظر وزارت آموزش و پرورش آغاز کرد و به آموزش تخصصی دوره‌های ابتدایی و متوسطه پرداخت. دیگری شبکهٔ رادیو تلویزیون بین‌المللی که سرپرستی آن با سیروس رامتین، از مدیران رادیو تلویزیون، و روزنامه‌نگار قدیمی بود. این شبکه در تاریخ ۲۶ اکتبر ۱۹۷۶ میلادی، در سالگرد تولد شاه ایران برنامه‌های خود را شروع نمود. برنامه‌هایش به زبان انگلیسی پخش می‌شد. این فرستنده تلویزیونی همراه یک فرستنده رادیویی که برنامه بین‌المللی خوانده می‌شد، وظیفهٔ پخش اطلاعات و اخبار و هم‌چنین فراهم آوردن برنامه‌های ادارهٔ آمار تلویزیون، ۹۳ درصد مناطق شهری و ۴۵ درصد مناطق روستایی ایران، زیر پوشش برنامه‌های تلویزیونی قرار گرفته بود. پخش برنامه‌های تلویزیون به صورت رنگی نیز از همین سال شروع شد (پیش از آن چند برنامهٔ رنگی به صورت آزمایشی در سال ۱۳۵۰، پخش شده بود).

## تولید فیلم‌های مستند و داستانی
از آغاز شکل‌گیری تلویزیون به علت امکانات مالی خوب، عده بسیاری از فیلم سازان جذب آن شدند و تلویزیون به صورت یکی از مراکز مهم فیلم‌سازی در بخش دولتی درآمد. تا قبل از انقلاب نزدیک به هزار فیلم کوتاه و بلند ساخته و تولید شده بود. از مهم‌ترین این برنامه‌ها می‌توان به برنامه ایران زمین، که فریدون رهنما طراح و بنیان‌گذار آن بود، اشاره کرد. رهنما در سال۱۳۴۵، به تلویزیون آمد و مرکزی برای ساخت و تولید فیلم‌های مستند به وجود آورد و علاقه‌مندانی را که در وزارت فرهنگ و هنر آموزش فیلم‌سازی دیده بودند به تلویزیون آورد و خود یکی از مدرسان آن‌ها شد. از جمله این افراد که با رهنما در برنامه ایران زمین همکاری می‌کردند، می‌توان به همایون شهنواز با فیلم «گذر اسماعیل بزاز» و ناصر تقوایی با فیلم «بادجن» اشاره کرد.
فیلم‌سازی داستانی در تلویزیون در چارچوب محدودتری براساس شیوه‌های رایج و کلیشه‌ای سینمای موجود صورت می‌گرفت، چه آن که پاره‌ای از این آثار را فیلم سازان حرفه‌ای سینما برای تلویزیون ساختند، که از شاخص‌ترین آن‌ها می‌شود از «درخت مراد» ساخته زکریا هاشمی، «خورشید در مه» ساخته نظام کیایی و «برباد» ساخته خسرو پرویزی نام برد.

## تولید فیلم‌های سینمایی
تلویزیون با ایجاد سازمانی به نام تل فیلم شروع به ساخت فیلم‌های سینمایی کرد. در سال ۱۳۵۰، فیلم «چشمه» ساخته آربی آوانسیان، به عنوان نخستین فیلم سینمایی تلویزیون تهیه شد که در سال ۱۳۵۱، در سینما کاپری به نمایش عمومی درآمد.
آرامش در حضور دیگران، به کارگردانی ناصر تقوایی، هم‌زمان با چشمه ساخته و بعد از یک سال و اندی توقیف شد و دوباره در سال ۱۳۵۲، با حذف صحنه‌هایی روی پرده رفت.
بی تا ساخته هژیر داریوش، سومین فیلمی بود که با سرمایه مشترک تلویزیون و سازمان فانوس خیال ساخته شد. سرمایه‌گذاری تلویزیون بر روی تولید فیلم به صورت مستقیم یا شراکت ادامه یافت و تا سال ۱۳۵۷، فیلم‌های زیر برای نمایش آماده شد:
طبیعت بی جان، در غربت (سهراب شهید ثالث)، زنبورک (فرخ غفاری)، شازده احتجاب (بهمن فرمان آرا)، اوکی مستر، مغول‌ها، باغ سنگی (پرویز کیمیاوی)، دایره مینا (داریوش مهرجویی) و ملکه سبا (پرکورال نیک).

## سریال‌سازی
در زمینه سریال‌سازی، تلویزیون آثار متفاوتی عرضه کرد و برخی از این سریال‌ها به وسیله فیلم‌سازان سینمای حرفه‌ای مانند علی حاتمی، ناصر تقوایی، نصرت کریمی، محمد متوسلانی، جلال مقدم و پرویز خطیبی تولید شد.
«امیر ارسلان نامدار» از نخستین نمونه‌های سریال ایرانی است که از تلویزیون ملی ایران پخش شد.
تهیه‌کنندگان سریال‌ها افراد محدودی بودند. از نزدیک به ۶۰ سریالی که در تلویزیون ساخته شد، پرویز صیاد با تهیه شش سریال آدم به آدم، اختاپوس (۱۳۴۶)، امیر ارسلان، سرکار استوار (۱۳۴۶)، مأمور ما صمد در بالاتر از خطر و ماجراهای صمد رکورد دار است. محسن هرندی با پنج سریال آلاخون‌والاخون (۱۳۴۸)، حیات جاوید، خانه قمرخانم (۱۳۴۷)، زیر بازارچه و عشق‌پیری در مرحله بعدی قرار دارد و پرویز کاردان و منصور پورمند بعد از این‌ها قرار می‌گیرند.
از مهم‌ترین سریال‌های آن زمان به سلطان صاحبقران (۱۳۵۴) ساخته علی حاتمی، دلیران تنگستان (۱۳۵۵) ساخته همایون شهنواز و دایی جان ناپلئون (۱۳۵۵) ساخته ناصر تقوایی می‌توان اشاره کرد.
مدیریت تلویزیون هم‌چون مدیریت‌های دستگاه‌های پراهمیت مقاطع و مراحل مختلفی را طی کرده‌است. با تأسیس تلویزیون مدیریت آن بر عهده ثابت پاسال بود و معاون او، «روح‌الله مبشر»، مسئولیت امور فنی تلویزیون را تا دو سال پس از تأسیس تلویزیون بر عهده داشت.

## نشریه

روی جلد مجله تماشا، شهریور ۱۳۵۴

مجله تماشا نام نشریه رسمی سازمان رادیو تلویزیون ملی بود.

## اولین‌ها
- اولین مدیر عامل تلویزیون رضا قطبی بود که مدیریت تلویزیون را با دو شبکه برعهده داشت. شبکه یک سراسری بود و شبکه دو فقط مناطق تهران و اطراف را تحت پوشش قرار می‌داد که هر دو شبکه در ساختمان الوند مستقر بودند و محل پخش برنامه‌ها در ساختمان جام جم، در خیابان پهلوی (ولیعصر فعلی) بود.
- در روز ۱۸ مرداد ۱۳۴۷، اولین مرکز شهرستانی تلویزیون ملی ایران در ارومیه راه‌اندازی شد. تلویزیون ارومیه کار خود را با روزی سه ساعت برنامه آغاز کرد و در پایان سال ۱۳۵۱ روزانه به‌طور متوسط هفت ساعت برنامه پخش می‌کرد. قدرت فرستنده ارومیه در آغاز کار ۵۰ وات و قدرت پرتوزایی آن ۱ کیلو وات بود که با نصب ایستگاه رله میاندوآب و نیز ایستگاه تقویتی سرو، قسمت اعظم آذربایجان غربی، بخشی از آذربایجان شرقی و نیز نواحی شرق کشور ترکیه زیر پوشش امواج تلویزیون ارومیه قرار گرفت.
- در سال ۱۳۵۰، ساختمان تولید به عنوان اولین ساختمان رادیو و تلویزیون ملی در اراضی چند هکتاری جام‌جم ساخته‌شد. این ساختمان ۱۰۸۷۰ مترمربع مساحت دارد.
- پس از انقلاب، در سال ۱۳۵۸، صادق قطب‌زاده اولین رئیس سازمان شد.
- اِسماعیل اَدیب خوانساری (زادهٔ ۱۲۸۰ – درگذشتهٔ ۶ فروردین ۱۳۶۱) نخستین خوانندهٔ مرد در رادیوی ملی ایران بود. [۳]
- عماد رام اولین کسی بود که بر صفحه تلویزیون ظاهر شد.[نیازمند منبع]
- از اولین مجریان تلویزیون به جواد بنایی، هوشنگ محمودی (مجری کودکان) و عزت‌الله متوجه می‌توان اشاره کرد. [نیازمند منبع]